# العلاقات الأمريكية الباهاماسية
العلاقات الأمريكية الباهاماسية هي العلاقات الثنائية التي تجمع بين الولايات المتحدة وباهاماس.

## مقارنة بين البلدين
هذه مقارنة عامة ومرجعية للدولتين:
| وجه المقارنة                                              | الولايات المتحدة                                                                                                  | باهاماس      |
| --------------------------------------------------------- | --- | ------------ |
| المساحة (كم2)                                             | 9.83 مليون | 13.88 ألف    |
| عدد السكان (نسمة)                                         | 311.58 مليون | 395.36 ألف   |
| الكثافة السكانية (ن./كم²)                                 | 31.7 | 28.48        |
| العاصمة                                                   | واشنطن العاصمة | ناساو        |
| اللغة الرسمية                                             | لغة إنجليزية | لغة إنجليزية |
| العملة                                                    | دولار أمريكي | دولار بهامي  |
| الناتج المحلي الإجمالي (بليون دولار)                      | 19.39 تريليون | 12.16 مليار  |
| الناتج المحلي الإجمالي (تعادل القوة الشرائية) بليون دولار | 18.04 تريليون | 8.92 مليار   |
| الناتج المحلي الإجمالي الاسمي للفرد دولار أمريكي          | 56.12 ألف | 22.82 ألف    |
| الناتج المحلي الإجمالي للفرد دولار أمريكي                 | 54.63 ألف |              |
| مؤشر التنمية البشرية                                      | 0.920 | 0.790        |
| رمز المكالمات الدولي                                      | +1 | +1242        |
| رمز الإنترنت                                              | .us، Gov.، .mil، Edu.                                                                                             | .bs          |
| المنطقة الزمنية                                           | توقيت ساموا الأمريكية، توقيت أطلنطي موحد، منطقة زمنية وسطى، توقيت ألاسكا ‏، المنطقة الزمنية الجبلية، توقيت تشامرو ‏ | 00           |

## مدن متوأمة
في ما يلي قائمة باتفاقيات التوأمة بين مدن أمريكية وباهاماسية:
- ترتبط وينستون-سالم مع ناساو باتفاقية توأمة منذ 2006.
- ترتبط نيوآرك مع فريبورت باتفاقية توأمة منذ 1984.[17][17][17]
- ترتبط ديترويت مع ناساو باتفاقية توأمة منذ 2003.
- ترتبط مقاطعة ميامي داد مع باهاماس باتفاقية توأمة.
- ترتبط ألباني مع ناساو باتفاقية توأمة.

## منظمات دولية مشتركة
يشترك البلدان في عضوية مجموعة من المنظمات الدولية، منها:
| علم المنظمة | اسم المنظمة                               | تاريخ انضمام الولايات المتحدة | تاريخ انضمام باهاماس |
| ----------- | ----------------------------------------- | ----------------------------- | -------------------- |
|             | الفريق المعني برصد الأرض                  | ?                             | ?                    |
|             | منظمة حظر الأسلحة الكيميائية              | ?                             | ?                    |
|             | الاتحاد الدولي للاتصالات                  | 1 يوليو 1908                  | 19 أغسطس 1974        |
|             | منظمة الشرطة الجنائية الدولية             | ?                             | ?                    |
|             | المركز الدولي لتسوية المنازعات الاستشارية | 14 أكتوبر 1966                | 18 نوفمبر 1995       |
|             | وكالة ضمان الاستثمار متعدد الأطراف        | 12 أبريل 1988                 | 4 أكتوبر 1994        |
|             | يونسكو                                    | 4 نوفمبر 1946                 | 23 أبريل 1981        |
|             | مؤسسة التنمية الدولية                     | 24 سبتمبر 1960                | 23 يونيو 2008        |
|             | الأمم المتحدة                             | 24 أكتوبر 1945                | 18 سبتمبر 1973       |
|             | الاتحاد البريدي العالمي                   | ?                             | ?                    |
|             | البنك الدولي للإنشاء والتعمير             | 27 ديسمبر 1945                | 21 أغسطس 1973        |
|             | مؤسسة التمويل الدولية                     | 20 يوليو 1956                 | 8 ديسمبر 1986        |

## وصلات خارجية
- موقع وزارة الخارجية الأمريكية